# Singer Glacier
Singer Glacier är en glaciär i Antarktis. Den ligger i Västantarktis. Inget land gör anspråk på området. Singer Glacier ligger 363 meter över havet.
Terrängen runt Singer Glacier är kuperad åt nordost, men åt sydväst är den platt. Terrängen runt Singer Glacier sluttar österut. Trakten är obefolkad. Det finns inga samhällen i närheten.